# Riu Matarranya
El Matarranya és un riu de la Franja de Ponent afluent per la dreta de l'Ebre. Neix als Ports de Beseit (comarca de Matarranya) a la Font del Teix, al nord-est del Tossal d'En Canader. Passa per Beseit, Vall-de-roures, on deixa enrere els ports i eixampla el seu llit. A continuació passa per la Torre del Comte i per Massalió, després continua el curs per la comarca del Baix Aragó-Casp passant per Maella, Favara de Matarranya i Nonasp. Finalment s'endinsa en els últims contraforts de la Serralada Prelitoral Catalana fent encaixats meandres i desguassa a l'Ebre a l'est de Faió a la confluència entre el seu terme i el de la Pobla de Massaluca, sota la Punta del Duc, a la serra de les Fites, després de 100 quilòmetres de recorregut.

## Principals afluents
- Per la dreta 
  - barranc de Calapatar
  - l'Ulldemó
  - El riu d'Algars
- Per l'esquerra
  - riu de Pena
  - riu de Tastavins